# 国鉄C51形蒸気機関車
C51形蒸気機関車（C51がたじょうききかんしゃ）は、日本国有鉄道（国鉄）の前身である鉄道院（1920年、鉄道省に改組）が1919年（大正8年）に開発した、幹線旅客列車用の大型（のちには中型）テンダー式蒸気機関車である。
当初18900形と称したが、1928年6月にC51形と改称された。愛称はシゴイチ。

## 誕生の経緯と性能・構造
島安次郎の指導のもと、9600形の設計を担当した朝倉希一が設計主任となって開発が行われた。
諸外国で高速機関車に好んで用いられる「パシフィック形軸配置」（2C1＝先輪2軸、動輪3軸、従輪1軸）を国産設計の蒸気機関車としては初めて採用し、設計にあたってはアメリカ合衆国から輸入したアルコ社製8900形の装着したコール式1軸心向外側軸箱式従台車が参考にされ、このことから8900形に続くものとして18900形という形式名が与えられた。
本形式においては常用最高速度を100km/hとして計画され、設計当時のドイツの機械学会の推奨する動輪の常用最大回転数から逆算で1,750mmという設計当時の狭軌用蒸気機関車では世界最大の動輪直径が導出された。この動輪サイズは以後国鉄の旅客用大型蒸気機関車の標準サイズとなり、太平洋戦争後のC62形に至るまで踏襲された。
このような大直径動輪を採用するとボイラーの中心高が引き上げられるが、8900形と同時期にドイツから輸入されたボルジッヒ社製8850形でボルジッヒ社の推奨に従いボイラー中心高を2,438mmとして問題なかったことと、これを参考として8850形を上回るボイラー中心高として設計された9600形が好成績を挙げていたことなどから、8850形をやや下回る2,400mmに抑えつつも高いボイラー中心高を許容している。
ボイラーは通常の3缶胴構成で、缶胴部の内径と火床面積を8900形と同一としているが、伝熱面積の増大を図って煙管長が5,500mmと8900形に比して500mm延伸され、この値は以後の国鉄制式蒸気機関車の標準値となっている。
台枠は設計当時としては一般的な25mm厚の板材による板台枠である。
動輪は前述のとおり1,750mm径のスポーク式で、28962号機までは17本のスポークを備えていたが、折損事故対策として28963号機（のちのC51 164）以降は18本に増強されている。
弁装置はワルシャート式で、ピストン棒を長くしてメインロッドを短縮する設計の8900形とは異なり、ベルリーナ社製8800形に倣ってピストン棒を短縮しメインロッドをやや長くし、第2動輪を主動輪としている。
テンダーは当初、上縁を直線で通した17m3形だったが、18940号機（のちのC51 41）以降は、石炭8t、水17tを積載可能な8-17形が標準形テンダーとなっている。なお、後期分ではC53形と同じく石炭搭載量を12tに拡大した12-17形テンダーのものも見られる。また、1930年の超特急「燕」運行開始時に専用牽引機に指定されたC51 171、208、247 - 249は東京 - 名古屋間ノンストップ運転実現のためにテンダーを水槽容量の大きいC52形の20m3後期形と振り替え、かつ水30tを積載可能な水槽車（「燕」運用時代はC51 247 - 249の番号が与えられていた。後のミキ20形）を増結する関係上、水槽車との間には給水管、テンダー上部には通風管や幌枠を設ける改造が実施されている。いずれも鋼板組立式台枠、板ばねのボキー台車を装着する。

28901号機 (C51 102) 以降では空気ブレーキ装置の装備が始まった。歩み板を2段として歩み板と動輪の間にスペースを取り、第2動輪上の歩み板下に空気だめが取り付げられ、運転室床面から歩み板への距離も上に延長され高くなっている。

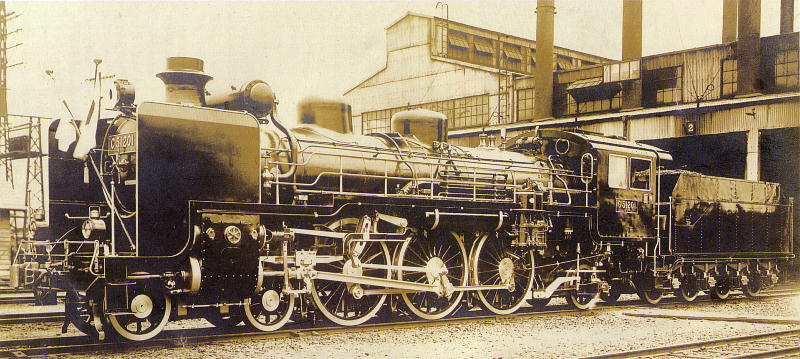
お召し仕様　C51 201（1940年撮影）

しかし、実際には改軌論者の技術側の筆頭である島は当初、将来広軌改築が成った時に火室を拡幅出来ることと、牽き出し時に動輪の軸重が一時的に増す利点から従輪無しの機関車を考え、また計画図を書いていた。
島は8620形の設計サンプルとして8700・8800・8850・8900の4形式を輸入した際に、アルコ社製の8900形がメーカー側の主張に従い従輪付きのパシフィックに仕様変更されたことに抗議の念を持っていたが、本形式はその後の政治状況の変化で広軌改築を諦めざるを得なくなったが故に、狭軌で火室拡大を実現するため、やむなく従輪ありの8900形を基本として、8850形の高重心を許容する設計や8800形の弁装置周りの設計を参考としつつ、日本風に設計し直したものであった。こうして完成した本形式の性能は当時の国産内地向け蒸気機関車としては飛躍的に向上し、8900形に並んだと評された。鉄道院首脳陣も「これ程の機関車があれば狭軌で十分」として、結局は広軌論者が主流をなしていた工務局自らが改軌論争に止めを刺す結果となってしまった。

## 製造
1919年から1928年の間に、鉄道院（省）浜松工場・汽車製造（大阪）・三菱造船所（神戸）において、合計289両が製造された。
最初の18両は国鉄各工場で部品を分担製造し、浜松工場で最終組立を行なうといった珍しい手法が採られた。これは試作的なものだったらしく、性能試験などを行なった後、民間メーカーでの量産が開始された。量産形のうち大部分の249両は汽車会社が独占的に製造、他に三菱造船所が1926年から22両を製造している。

## 運用

### 日本国内での運用
従来と比較して飛躍的な性能向上を実現した機関車で、牽引力・高速性能・信頼性において高い水準を達成した。1920年代から1930年代には主要幹線の主力機関車として用いられた。
1930年から1934年まで超特急「燕」の東京 - 名古屋間牽引機を務めた。1931年には常磐線でC51 283が試験のためボギー客車を2両牽引して120km/hを出し、37kg軌条における記録を打ち立てた。またC51 239は僚機C51 236とともにお召し列車の専用機関車に指定され、1928年11月の昭和天皇の大礼から1953年5月の千葉県下植樹祭までに実に歴代最多の104回にわたってお召し列車に起用された。
しかし、輸送量の増加や、重量の大きな鋼製客車の主流化などによる牽引定数の増大に伴い、後続のC53形やC59形などに任を譲り、1930年代以降東海道・山陽本線の優等列車牽引からは退いて地方幹線に転じた他、一部は中国大陸へ供出された（後述）。
戦後も適度な大きさから地方幹線の旅客列車牽引に重用されたが、製造年が古いため、動力近代化計画が実行に移されると早々に廃車が進められ、1965年に全車が運用を退いた。最終廃車は1966年2月廃車のC51 251である。
なお、晩年に至るまでの改造は非常に多岐に渡り、末期には原形に近いスタイルを保った車両を見つけるのは困難であったとされる。

### 中国大陸への供出

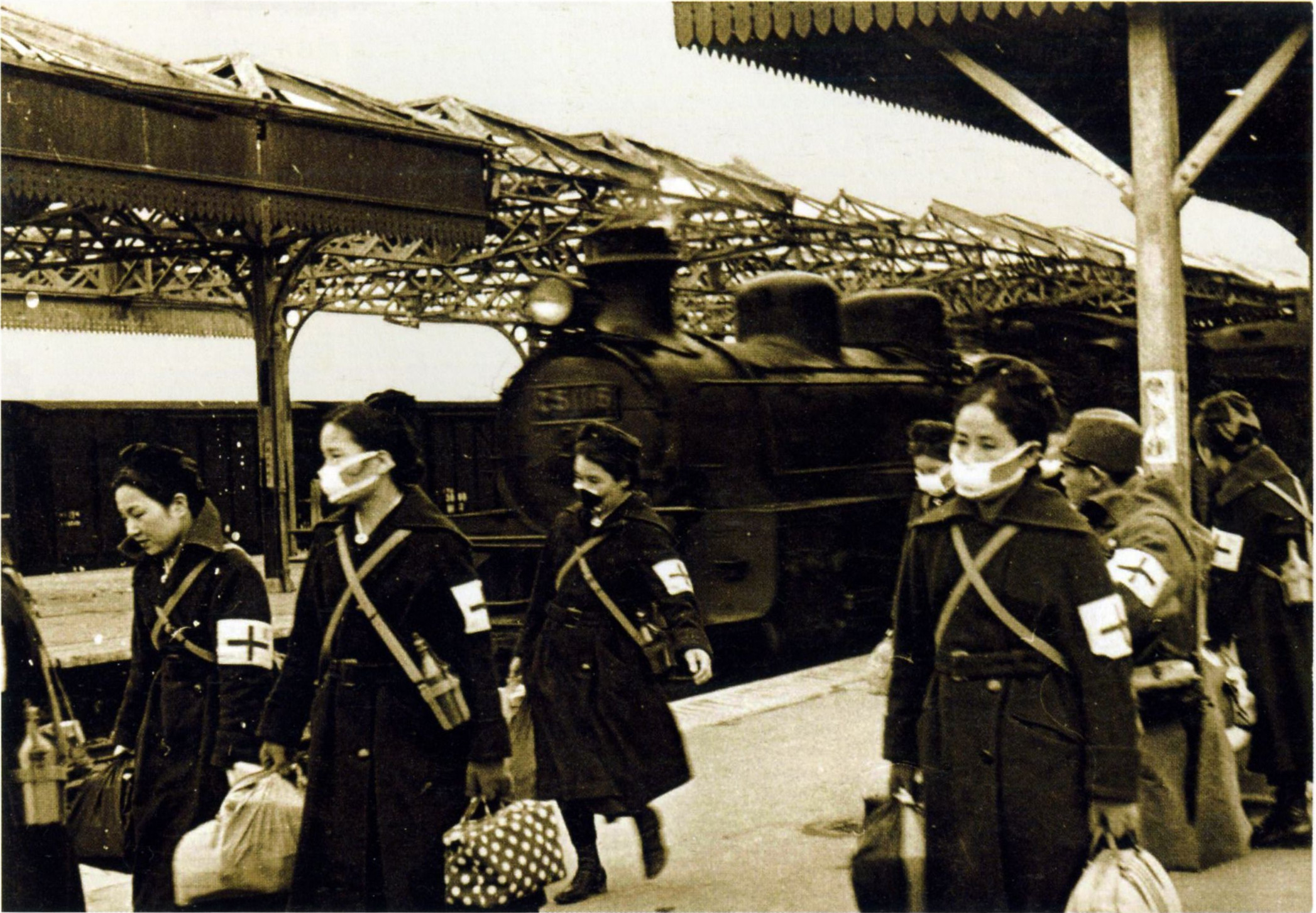
供出先の華中鉄道で運用中のC51 116。（蘇州駅、1939年1月30日）

1938年には、陸軍の要請により16両（C51 8・28・30・33 - 35・88・95・96・116・130 - 132・173・175・178。いずれも住山式給水加熱器を装備）が標準軌仕様に改造のうえ供出され、中国の華中鉄道に送られた。パシナ型とも呼ばれた華中鉄道のC51形は南京・上海・杭州の各機関区に配属され、江南を中心に南京 - 上海間で運転された。
中華人民共和国成立後も存在し1951年ㄆㄒ9形（注音記号パシ）となり、のちSL（勝利）9形となったが、1990年には存在せず形式消滅している。本形式は現地での車両数が少なかったことから、保守面で問題が生じ早期に廃車になったものと推測されている。

## 試験改造機

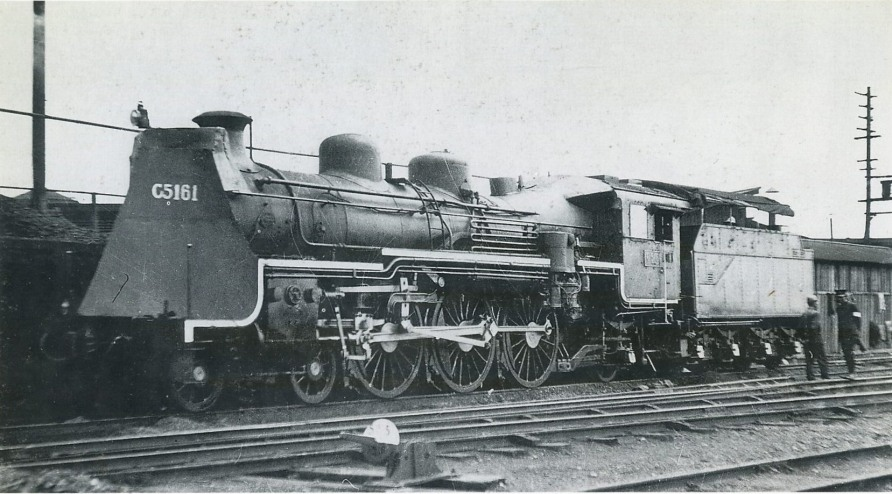
C51 61（名古屋機関庫、1929年6月）

製造後間もない頃から昭和初期にかけ、燃焼率や効率の改善を目的とし各管理局ごとに様々な改造を施された車両が存在した。いずれの車両も試験期間が終了した後は原型に戻された。
煙室延長
燃焼効率を高めるため、C51 13・33が500mm、C51 133・155・159・189が800mm、それぞれ煙室を延長する改造を受けた。
2本煙突
シンダ飛散防止のため、C51 50・78・143・246が2本煙突化の改造を受けた。覆いにより外観上は1本煙突に見える。
傾斜煙突
排煙効果を高めるため、C51 78・121・182・192・270が傾斜煙突化の改造を受けた。C51 78は2本煙突から改造されている。
半流線型化
C51 61が前面・運転室・テンダー周りの半流線型化改造を受けた（→）。
集煙・排煙装置取り付け
C51 135が煙突前部に傾斜板、C51 130が煙突後部に反射板、C51 176が煙突上部に傾斜円筒板、C51 278が煙突両側から後部にかけて排煙装置を取り付ける改造を受けた。
燃焼室取り付け
C51 184が燃焼室を取り付ける改造を受けた。

## 製造年・メーカー一覧
| 製造年 | 両数 | 累計 |
| ------ | ---- | ---- |
| 1919   | 03   | 003  |
| 1920   | 12   | 015  |
| 1921   | 37   | 052  |
| 1922   | 27   | 079  |
| 1923   | 70   | 149  |
| 1924   | 26   | 175  |
| 1925   | 10   | 185  |
| 1926   | 42   | 227  |
| 1927   | 54   | 281  |
| 1928   | 08   | 289  |

| 製造所     | 両数 | 機関車番号                                                                 |
| ---------- | ---- | -------------------------------------------------------------------------- |
| 浜松工場   | 018  | 18900 - 18917                                                              |
| 汽車会社   | 249  | 18918 - 18999, 28900 - 38910, 38917 - 38939, 38944 - 38964, 38969 - 38980  |
| 三菱造船所 | 022  | 38911 - 38916, 38940 - 38943, 38965 - 38968, C51 282 - 289 (38981 - 38988) |
| 合 計      | 289  |                                                                            |

## 保存機
C51 5,44,85,239の4両が現存する。C51 5は国鉄が当初より保存したもの、C51 44,85は教習用に切開したもの（カットモデル）、C51 239は教習用に切開したのち外観を復元したものである。国鉄制式機としては比較的早く1966年に全廃されたため、民間に払い下げられたものはない。
| 画像 | 番号    | 所在地                                           | 備考 |
| ---- | ------- | ------------------------------------------------ | --- |
|      | C51 44  | 秋田県秋田市土崎港東3丁目 秋田総合車両センター   | 1955年に廃車となったあと教習用として切開（カットモデル）され当時の土崎工場に設置され、以後保存されている。 |
|      | C51 5   | 埼玉県さいたま市大宮区大成町3丁目47 鉄道博物館   | 1962年、青梅鉄道公園の開園により同園に保存された。1982年9月12日、台風に伴う大雨で保存場所の地盤が崩落したため転覆し損傷したが修復された。2007年に鉄道博物館の開館に伴い同館に移設された。 |
|      | C51 239 | 京都府京都市下京区観喜寺町 京都鉄道博物館        | 1962年10月に廃車となったが、その歴史的経緯から解体されることなく新潟鉄道学園に保存され、教習用にボイラーを切開して展示されていた。2年後に起きた新潟地震では被災したものの復旧されている。1972年に長野工場で整備され、梅小路蒸気機関車館に保存された。この整備によりボイラー周囲が新製され外観は復元されたが、静態保存が前提であったため内部までは完全に修復されておらず、車籍も復帰していない。お召仕様としての数々あった特殊装備（給水ポンプを取り付けず単式空気圧縮機を二機搭載）は新鶴見区からの転出時に一般化改装され、炭水車は水槽容量の大きい20m3形のままであったが、晩年さまざまな改造を施された僚機の多い中にあって、概ねエアブレーキ搭載後の盛時に近い形態を保っている。2006年、「梅小路の蒸気機関車群と関連施設」として、準鉄道記念物に指定された。 |
|      | C51 62  | 福岡県北九州市門司区 門司機関区 ※解体済み        | 門司機関区でカットモデルとして使われていた。 |
|      | C51 85  | 鹿児島県鹿児島市上荒田町39-12 鹿児島車両センター | 1956年に廃車となったあと教習用として切開され当時の鹿児島工場に設置され、以後保存されている。 |

## 18900形の付番法
18900形の製造順と番号の対応は、1番目が18900、2番目が18901、3番目が18902、…、100番目が18999となるが、101番目は万位に1を加えて28900とした。その後も同様で、下2桁を00から始め、99に達すると次は万位の数字を1つ繰り上げて再び下2桁を00から始め…という付番法とした。したがって、100番目ごとに万位の数字が繰り上がり、200番目が28999、201番目が38900、…となる。
このため、ナンバーと製造順を対応させる公式は、次のとおりである。
（万の位の数字-1）×100+下二桁の数字+1＝製造順
また、1928年の称号規程改正によるC51形への改番については、番号順に18900をC51 1、18901をC51 2、 … 38980をC51 281とした。